# Rememory
Pour plus de détails, voir Fiche technique et Distribution.
Rememory est un film canadien réalisé par Mark Palansky, sorti en 2017.

## Synopsis
Gordon Dunn invente une machine dont un seul prototype existe, permettant de revoir des moments du passé d'une personne tel qu'ils ont réellement été même s'ils ont été occultés ou transformés par le cerveau. Dunn est retrouvé mort dans son bureau, la police n'a pas beaucoup d'indices et la société qui va commercialiser la machine n'a pas intérêt à ébruiter l'affaire. Sam Bloom, qui s'intéresse à l'affaire pour des raisons personnelles, réussit à voler le prototype avec les données enregistrées des personnes qui ont été cobayes pour la mise au point de l'appareil. Grâce aux souvenirs qu'il reconstitue, il enquête en utilisant la machine, à la recherche du meurtrier. Il cherche aussi à reconstituer un souvenir traumatique le concernant : la mort de son frère dans un accident de voiture où il était au volant. Finalement le puzzle va se reconstituer d'une façon inattendue.

## Fiche technique
- Titre : Rememory
- Réalisation : Mark Palansky
- Scénario : Mike Vukadinovich et Mark Palansky
- Musique : Andreas Lucas et Gregory Tripi
- Photographie : Gregory Middleton
- Montage : Jane MacRae et Tyler Nelson
- Production : Daniel Bekerman et Lee Clay
- Société de production : First Point Entertainment, Scythia Films et Strophic Productions
- Société de distribution : Lionsgate Premiere (États-Unis)
- Pays de production :  Canada,  Royaume-Uniet   États-Unis
- Genre : Drame, science-fiction
- Durée : 111 minutes
- Dates de sortie : 
  - États-Unis : 8 septembre 2017

## Distribution
- Peter Dinklage : Sam Bloom
- Matt Ellis : Dash Bloom
- Jordana Largy : Freddie
- Martin Donovan : Gordon Dunn
- Evelyne Brochu : Wendy
- Henry Ian Cusick : Lawton
- Anton Yelchin : Todd
- Julia Ormond : Carolyn Dunn
- Gracyn Shinyei : Jane Dunn
- Colin Lawrence : le détective Mike Buckland
- Chad Krowchuk : Neil Frankel
- Kate Bateman : la mère de Todd
- Kiefer O'Reilly : Todd jeune
- Courtney Richter : Cindy, la femme de Charles
- Stefania Indelicato : la mère de Charles
- Andrew Herr : l'amant de Wendy
- Carrie Anne Fleming : Norma Myers
- Scott Hylands : Charles
- Kathryn Kirkpatrick : Becca

## Accueil
Le film a reçu un accueil mitigé de la critique. Il obtient un score moyen de 48 % sur Metacritic.